# ゆるドラシル
『ゆるドラシル』は、クローバーラボが開発・配信するスマートフォンアプリ。

## 概要
北欧神話をベースとしたストーリーながらも、全体的に気の抜けた『ゆるい』雰囲気に満ちた内容となっている。ゲームのシステムはコマンド選択式のロールプレイングゲームであり、敵を倒しながら右方向に進んでいく仕組みをとっている。
公式ウェブサイトではサウンドトラックが配信されており、『ゆるドラシル』の二次創作に限り、非商用・商用問わず自由に利用することができる。
2014年に配信が開始され、2015年1月28日にはカイエンテックによって台湾、香港、マカオ向けに繁体字版の配信が行われた。
2016年1月にはスピンオフである『ぷちドラシル～ゆるドラ外伝～』の事前登録が開始された。本編がRPGであるのに対し、『ぷちドラシル』はクッキークリッカー型のゲームである。
2016年10月4日のアップデートにて、1階から順番にステージを攻略していく高難易度モード「神理の塔」が導入された。このモードは1か月ごとにリセットされるため、その都度1階から攻略することになる。

## 開発
本作の企画・開発は2013年7月に始められた。当初は違う作風のものを企画していたが、上司の命令により現在の作風に路線変更された。プロデューサーであるきゃんPは路線変更について「本作の配信までの間、当初考えていたような内容のゲームが複数出ており、どれも質が高く、路線変更なしではこちらが太刀打ちできなかったと思う」とSocial Game Infoとのインタビューの中で振り返っている。
初期案におけるオーディンは冷酷な性格という設定であり、冷酷さを出すために血まみれの包丁のような大刀を持った姿がデザインされたが、ユーザーへの影響を考慮した結果、初期案より性格が丸くなり、大刀の代わりに虫取り網を持ったキャラクターとしてデザインされた。この結果、本作の世界観やキャラクターデザインの方向性が「ゆる」くなり、単なるマッチョとして描かれていたトールが海水パンツをはいたマッチョとして描かれるようになった。また、シナリオライターの提案により、単なる紳士だったスレイプニルのキャラクターが現在のものへと変化した。きゃんPは本作の世界観がキャラクターデザイナーとシナリオライターの暴走によるものだと述べている。
魔界戦記ディスガイアシリーズとのコラボレーションは、きゃんPがシリーズのファンだったということに由来しており、きゃんPが日本一ソフトウェア側にオファーしたところ、日本一ソフトウェア側のスタッフが本作をプレイしており、快諾されたという経緯がある。

## 登場人物
ヴァルキリー
本作の主人公。神立ヴァルキリー養成学校を出たばかりの新米。初期段階では主人公キャラとして無口（「！」や「…」などの反応を示すのみ）だったが途中からは積極的にしゃべるようになった。大食漢で甘党で辛い物が苦手。モフモフが好き。シナリオの進行上ボケにもツッコミにもなり、またシリアスな場面ではそれに則した感情を示している。台詞中で名前が出るときはプレイヤー名になる。
ひよっこヴァルキリー
ゲーム序盤におけるヴァルキリー。
光の神徒ヴァルキリー
ひよっこヴァルキリーの進化形。ある条件を満たすと白翼の神徒ヴァルキリーに進化する。2016年10月4日のアップデートでは属性ごとに進化させることができる「分岐進化」が導入され、白翼の神徒ヴァルキリーのほかにも以下の6つの進化形が選択できるようになった。
- 紅翼の神徒ヴァルキリー
- 蒼翼の神徒ヴァルキリー
- 碧翼の神徒ヴァルキリー
- 金翼の神徒ヴァルキリー
- 光翼の神徒ヴァルキリー
- 闇翼の神徒ヴァルキリー

フレイヤ
ヴァルキリーをサポートする女神であり、常識人故に突っ込み役に回ることが多い。料理の腕が壊滅的で、バレンタインイベントなどではモザイク処理された料理を作り周囲を恐怖に陥れている。
オーディン
神々の長。「おでん」と書かれた白いタンクトップに短パンというだらしのない服装をしており、性格もだらしがない。よく仕事をさぼりゲームをしては、フレイヤにボコされている。
トール
過去の戦での特攻隊長を務めた経験を持ち、あらゆることは筋肉で何とかなるという考えの持ち主。「とおる」と書かれたパンツをはいている。
フレイ
フレイヤの兄。影が薄いことがコンプレックスで、主にイベントにおいて出番を欲している姿が見られる。
ユングヴィ
ミッドガルドの王。もともとは美形だったが、ストレスの蓄積により頭が禿げてしまった。オーディンの要請により漫画を制作しており、アシスタントとしてリュングと共に締め切りに追われている。
リュング
トレジャーハンター。
ユグドラ
ヴァルキリーを見守る存在。
シグルド
傲慢な英雄見習い。
ブリュンヒルデ
シグルドに従う戦乙女。
スルズ
主人公と同期でトールの娘、父に「とおる」のパンツをあげた人物。極度の方向音痴。
アングルボザ
ロキに恋する女巨人。
ストーカー体質で興奮のあまり何度もロキの首を絞めてしまうことがある。
ロキ
神族と巨人族の混血児で、頭部の両端に角が生えている。生真面目だが、大失敗をした際に思い切った行動に出るため、周囲からトリックスターとみなされている。また、本人の自覚していないところで、多数の子供ができてしまっている。
バルドル
オーディンの息子で、ロキの親友。
フェンリル
ロキとアングルボザの子とおぼしき犬娘で、しっかりした性格をしている。妹であるヨルムンガルドとともに父を探す旅に出ており、出先で様々な騒動を繰り広げている。
ヨルムンガルド
フェンリルの妹。かなりの食いしん坊。
スルト
巨人族のリーダーで、普段は同族たちとともにムスペルヘイムで鍛錬している。オーディンに初対面で自分の巨体のことを言われて以来険悪な関係にある。
ヘイムダル
ビフレストの守護神。ラグナロクを告げる角笛ギャランホルンを携行しており、興奮すると吹こうとする。
フリッグ
オーディンの妻で、ヴァルハラ一の鬼嫁として知られている。
ヴェルダンディ
運命の女神三姉妹の次女で、現在をつかさどる。ヴァルハラの事務担当。眼鏡を掛けたキャリアウーマン風の女性で様々な資格を持っている。
ウルド
運命の女神三姉妹の長女で、過去をつかさどる。ヴァルハラの炊事担当。
スクルド
未来をつかさどる女神で、運命の女神三姉妹の末女。その能力ゆえ人生に刺激を見いだせず、少々すれた性格をしている。女子高生のような服装をしている。
スレイプニル
オーディンの愛馬。あることにより人型になり、現在の容姿は馬の頭部をしたスーツ姿の人間である。
ファーブニル
グンタルに住まう巨大な竜。
ヘル
ニヴルヘイムの支配者。関西弁を話し、たこ焼きを愛する。
オッタル
ヴァルハラ一の美容師。
謎の少女
アッシュの恋人。
エルルーン
新米の戦乙女。
アッシュ
愛する平和のために戦いに身を投じる戦士。
ミスト
ヴァルキリーの同期である戦乙女で、天界一の無口さと影の薄さで知られている。また、食べることへの関心も薄い。
アルヴィト
ヴァルキリーの同期である戦乙女で、そそっかしいながらも博識で勤勉。眼鏡をかけているが、目が悪いわけではない。
ヒルド
ヴァルキリーの後輩である戦乙女で、レギンレイヴとは幼馴染であり養成学校時代の同期でもある。ヴァルキリーにあこがれを抱いている。
大飯喰らい。
レギンレイヴ
ヴァルキリーの後輩である戦乙女で、幼馴染のヒルドとは養成学校でも同期であり、ヒルドの監視兼突っ込み役でもある。冷静な性格だが、おいしいものに目がなく、つい我を忘れてしまう。
ランドグリス
ヴァルキリーの後輩である戦乙女で、ブリュンヒルデの親類。ヴァルキリーにあこがれを抱いている。銃撃と勉学を得意とする。純粋な性格で、天界と戦乙女たちへの愛をもつ。
フリスト
ヴァルキリーの後輩である戦乙女だが、幼少時から天才的な才能を発揮しており、同期の戦乙女たちより年下である。
シンドリ
第2章より登場。地下世界・ニザヴェリルに住まう女鍛冶屋。弟のブロックと二人で神器を作って、自らの故郷が運命に翻弄されないようにしていた。鍛冶屋としての腕は優れている一方、改造好きでもある。
ブロック
第2章より登場。シンドリの弟である鍛冶屋。男色家の傾向がある。

## 反響
きゃんPは「本作を『かわいいキャラクターが出てくる本格的RPG』というコンセプトで作ったところ、ゆるいシステムのRPGと受け取るユーザーが多く、その結果期待と異なるという指摘が相次ぎ、ゲームバランスの調整を何度も行った。」とインタビューの中で振り返っている。

### 評価
ジーパラドットコムのまりっぺは本作について「ゆるいキャラクターだがシステムは本格派であり、肩の力を抜いて気軽にRPGを愉しみたい人に向いている」と評した。